# Laki Ida
Laki Erzsébet Ida (Székely Lajosné) (Jászjákóhalma, 1921. január 10. - Budapest, 2015. július 25.) magyar festőművész. Nevét néha Laky Idaként is írják.

## Élete
Budapesten, a Képzőművészeti Főiskolán tanult. Mesterei Pór Bertalan, Kmetty János és Barcsay Jenő voltak. Olaszországban és Franciaországban járt tanulmányúton.  Gyűjteményes tárlata Budapesten, a Fényes Adolf Teremben volt 1962-ben és 1969-ben. 
Közgyűjteményben munkái a többi közt a Magyar Nemzeti Galériában és a debreceni Déri Múzeumban találhatók meg. Szülőfaluja helytörténeti múzeuma állandó kiállításon mutatja be alkotásait.

## Munkássága
A természeti látvány inspirációjára született képeit a kontúrokkal összefogott színfelületek dekorativitása jellemzi. Az 1970-80-as években kapcsolatba került a nyomtatott áramköri lemezekkel és megtalálta bennük azt a kifejezési formát, melyet képeihez a festmény megalkotásához is felhasznált.